# Klokan stromový
Klokan stromový (Dendrolagus lumholtzi) je druh vzácného stromového klokana (rod Dendrolagus), který se vyskytuje v geograficky velmi omezené oblasti v severovýchodní Austrálii. Společně s klokanem pralesním představují jediné dva zástupce stromových klokanů v Austrálii (všichni ostatní stromoví klokani se nachází na Nové Guineji).

## Systematika
Druh popsal norský přírodovědec Robert Collett v roce 1884. Typová lokalita druhu je Herbert Vale, Severní Queensland, Austrálie. Druhové jméno je upomínkou norského objevitele a etnografa Carla Sofusa Lumholtza, který obstaral první exemplář druhu.

## Popis

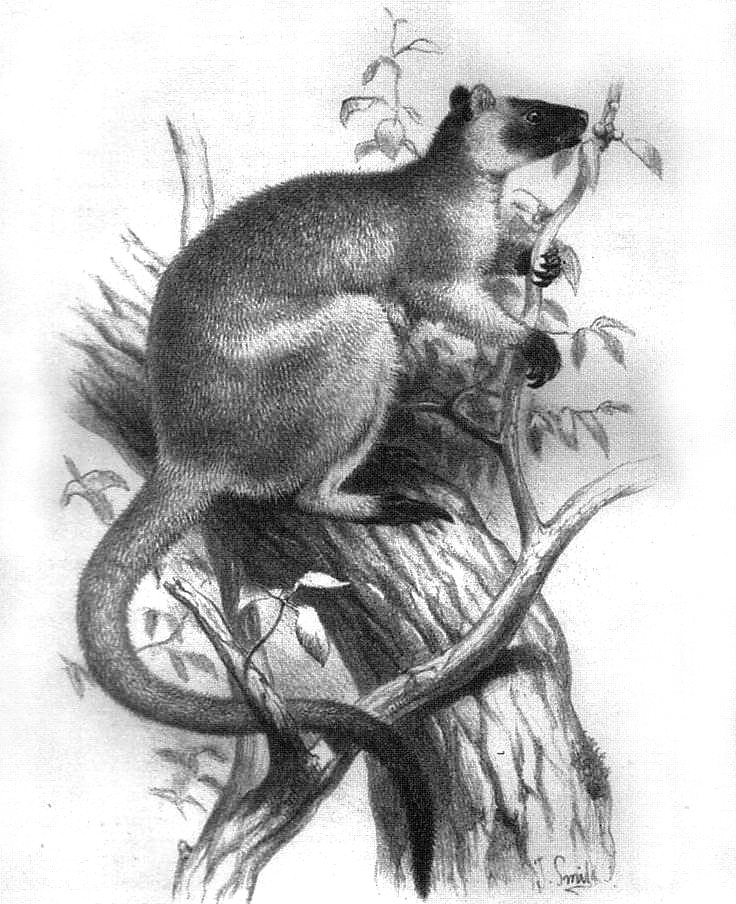
Litografie klokana stromového (Joseph Smit, 1884)

Klokan stromový dosahuje výšky kolem 52–60 cm a váhy mezi 6–9,5 kg. Délka ocasu se pohybuje kolem 66–74 cm. Samci bývají o něco těžší a vyšší než samice, nicméně jejich ocas je stejně dlouhý. Tyto rozměry z druhu činí nejmenšího zástupce stromových klokanů (rod Dendrolagus). Svrchní strana těla je tmavě šedá, spodní je převážně světle žlutá. Tváře jsou načernalé, přes čelo se táhne výrazně kontrastní nažloutlý pruh, který pokračuje do oblasti tváří za očima, na korunku a krk. Tento pruh je důležitým rozeznávacím znakem od klokana pralesního, což je druhý (a poslední) zástupce stromových klokanů v Austrálii. Konce končetin jsou černé, tlustý ocas přesahuje délku těla.

## Výskyt a populace
Druh se vyskytuje pouze v deštných pralesích v severovýchodním Queenslandu mezi malý městy Ingham a Mossman. Současná populace obývá hlavně vyšší nadmořské výšky mezi 800–1600 m n. m., protože nížinaté deštné lesy byly v oblasti v zásadě vykáceny. Ve vhodném habitatu se může vyskytovat poměrně hojně v hustotách přesahujících 1 stromového klokana na hektar. Celkový počet klokanů stromových se odhaduje na 10–30 tisíc dospělých jedinců.

## Biologie
Jedná se o noční samotářské zvíře. Přes den spí v sedě ve větvoví s ocasem volně visícím dolů. V noci hledá na stromech potravu, kterou představuje hlavně listí. Vzhledem k nízké výživové hodnotě listů jich musí spořádat poměrně hodně, což mu umožňuje mj. jeho velký vakovitý žaludek. Potravu doplňuje ovocem, případně kukuřicí z místních zemědělských polí. Potravu si přidržuje oběma rukama. I přes svou poněkud zavalitou postavu se dokáže ve stromoví pohybovat velmi obratně, k čemuž mu pomáhají silné paže i dlouhé drápy. Podobně jako ostatní klokani z rodu Dendrolagus, i klokan stromový dokáže pohybovat svými zadními končetinami nezávisle na sobě. Dokáže seskočit na zem nejméně z dvoumetrový výše a vedle pohybu vpřed se může pohybovat i pozadu. Rozmnožuje se patrně po celý rok. Samice rodí jen jedno mládě co dva roky.

## Ohrožení
V minulosti klokan stromový silně utrpěl ztrátou přirozeného prostředí. Kácení pralesů v oblasti však v podstatě již utichlo a poslední zbytky místních deštných pralesů jsou chráněny v rámci světového dědictví jako Vlhké tropy Queenslandu. Hlavní hrozbu v moderních dobách tak představují útoky psů, pokračující fragmentace habitatu a srážky s auty. Podle modelů bude klokan stromový silně ovlivněn doprovodnými efekty globálního oteplování (sucho, tropické cyklóny aj.), které povedou k degradaci jeho přirozeného prostředí.